# Тешки вргањ
Тешки вргањ или Boletus torosus је јестива гљива медитеранског поријекла. Можемо је наћи на топлијим стаништима и на континенту. Највише је има уз крај храстове или букове шуме, у трави на чистинама, али и међу лишћем у свјетлијим просторима. Расте у колонијама од по неколико до двадесетак примјера.

## Клобук
Клобук код ове гљиве је величине од 7 до 17 cm. Већ као млад је јастучасто спљоштен и тај облик задржава углавном све док не остари. Кожица клобука је сува, храпава, пустењаста, па чак и бубуљичава и с грубљим грбама. У јамицама и око краја више ружичастожута, према тјемену и по стршећим грбицама као малина или карминцрвена а понекад већ код младих цијелом површином црвена. Мрља се у тачкицама или у облачићама свугдје у винскизагаситоцрвеном тону (као код Russulae maculatae), затим у загаситозеленом до маслинастом, на крају у црном - било пругасто било тачкасто. Почесто је ишаран свим могућим дугиним бојама, на медитерану већином без зеленомаслинастих мрља али нагло на додир поплави и затим поцрни. Крај до старости је дебело подврнут, у веома лијепој ружичастокрем нијанси.

## Цјевчице
Цјевчице код тешког вргња су равно или с врло уским јарком прирасле. Дуге су од 0.5 до 2,2 милиметра. Мјењају боје. Некада су жуте, те зелене, на пререзу одмах зелено поплаве.

## Поре
Поре су врло ситне и у младости зачепљене. Касније су незнатно крупније округле или мало овоидне. Сасвим младе су потпуно жутне, кром или златно. Почињу црвењети од стручка према крају, најприје благо тако да то буде више наранџасто а затим крваво све док не постану готово као Boletusa erythropusa али уз крај остају и код најстаријих жуте.

## Отрусина
Отрусина код ове гљиве је искључиво маслинасте боје.

## Стручак
Стручак код тешког вргња је величине од 4-10/4-8 cm. Набит је, гдјекад, дебљи од своје висине. Трбушаст је попут Boletusa edulisa али често при дну зашиљен. У основи је жут или с крвавоцрвеним преливом на жутој основи. У доњој основи или тек у баци је црнкастокармин. Мрежица је веома фина, ситна, изодијаметрична. Према доље је све тамније црвена. У горњој половини на најмањи додир позелени, а у доњој риђе до кармин посмеђи.

## Месо
Месо је врло дебело и упадњиво тешко, много веће специфичне тежине од свих других Вргањевки. Месо је жуто, у бази, као у славонског вргња, попут цикле. Жута мјеста најприје прошарано позелене, затим поплаве све тамније док не постану готово црна. Након 24 часа поприми уједначену пламеноцрвену боју. Укус је благ, угодан. Мирис меса је воћни, готово мирише на јабуке а други пут на ананас.

## Микроскопија
Споре су смеђежуте, вретенасте или елипсоидне: 12-15-(18)/5-6.5-(8).

## Доба
(VI) IX-X

## Јестивост
Тешки вргањ је једна од најукуснијих вргањевки. Издашна је, сочна и ароматична. Редовно без иједног црва - само мора довољно дуго бити на ватри јер је сирова отровна и у најмањој количини.

## Сличне врсте
Веома налик му је, и по бојама и по (можда мало крупнијој) мрежиици, и по мирису на јабуке (или на земљу) - само није тако тешког меса и не поцрни у коначној инстанци - ружевача (Boletus purpureus). Код ње је, за разлику од тешког вргња, љепљива кожица. Поре су можда отвореније црвене. Споре су величине од 13.5-15.5/4.5-6. Обрнуто од тешког вргња, ружевача је чешћа на континенту. Расте крај храстова и крај букава, као и тешки вргањ.